# إدي كار
إدي كار (بالإنجليزية: Eddie Carr)‏ (3 أكتوبر 1917 في المملكة المتحدة - 1998) هو مدرب كرة قدم ولاعب كرة قدم بريطاني (وحمل سابقاً جنسية المملكة المتحدة لبريطانيا العظمى وأيرلندا) في مركز الهجوم. لعب مع برادفورد سيتي ونادي أرسنال ونادي مارغيت ونيوبورت كونتي وهدرسفيلد تاون ودارلينجتون إف سى.

## وصلات خارجية
- إدي كار على موقع قاعدة بيانات كرة القدم.إي يو (الإنجليزية)
- إدي كار على موقع Soccerbase.com (مدرب) (الإنجليزية)